# Leioproctus iheringi
Leioproctus iheringi är en biart som först beskrevs av Carlos Schrottky 1910.  Leioproctus iheringi ingår i släktet Leioproctus och familjen korttungebin. Inga underarter finns listade i Catalogue of Life.